# Echinosaura horrida
Echinosaura horrida — вид ящірок родини гімнофтальмових (Gymnophthalmidae). Мешкає в Колумбії і Еквадорі.

## Поширення і екологія
Echinosaura horrida мешкають на заході Колумбії, зокрема на острові Горгона, та на північному заході Еквадору. Вони живуть у вологих тропічних лісах в низовинах і передгір'ях, серед опалого листя на берегах струмків. Зустрічаються на висоті від 200 до 1660 м над рівнем моря.